# Václav Dobiáš
Václav Dobiáš   (Radčice, 22 de setembre de 1909 - Praga, 18 de maig de 1978) fou un compositor txec.
Dobiáš va néixer a Radčice, Bohèmia. Va estudiar a Praga amb Josef Bohuslav Foerster i després al Conservatori de Praga sota Vítězslav Novák. Moltes de les seves primeres obres mostren una influència considerable de la música folk. Més tard a la seva vida es va interessar per la composició de tònic, sobretot després d'estudiar amb Alois Hába. Després de treballar al Ministeri d'informació txec, es va convertir en professor a l'Acadèmia de Música de Praga el 1950. Algunes de les seves obres de 1940 i 1950, sobretot les seves cantates, van ser escrites en elogi del comunisme.
Va morir a Praga.

## Música de cambra
- Quartet de corda núm. 1 (1931)
- Sonata per a violí i piano (1936)
- Quartet de corda núm. 2 (1936)
- Říkadla, Nonet (1938)
- Quartet de corda núm. 3 (1938)
- Sonata per a violoncel i piano (1939)
- Lento per a 3 arpes, 1940
- Quartet de corda núm. 4 (1942)
- Pastorální dechový kvintet, quintet de vent (1943)
- Ballada per a violí i piano (1944)
- Petita suite per a violoncel i piano (1944)
- 4 Nocturnes per a violoncel i piano (1944)
- Quartettino per Quartet de corda (1944)
- Ball per a violoncel i piano (1946)
- Taneční fantasía (Dance Fantasy), Nonet (1948)
- O rodné zemí, Nonet (1952)

## Altres treballs
- Suite per a piano (1939)
- Concertino per a violí (1941)
- Stalingrad, Cantata (1945)
- Sinfonietta (1946)
- Slavnostní pochod (1948)
- Buduj vlast, posílíš mir (Construeix el teu país, reforça la pau), cantata (1950)
- Simfonia núm. 2 (1956–57)
- Obertura festiva (1966)